# Lovinac
Lovinac (in italiano anche Lovinaz) è un comune della Croazia di 1 096 abitanti della Regione della Lika e di Segna

## Località
Il comune di Lovinac è composto dai seguenti 10 insediamenti (naselja): 
| - Gornja Ploča - Kik - Ličko Cerje - Lovinac - Raduč | - Ričice - Sveti Rok - Smokrić - Štikada - Vranik |